# Kyrgysaltyn

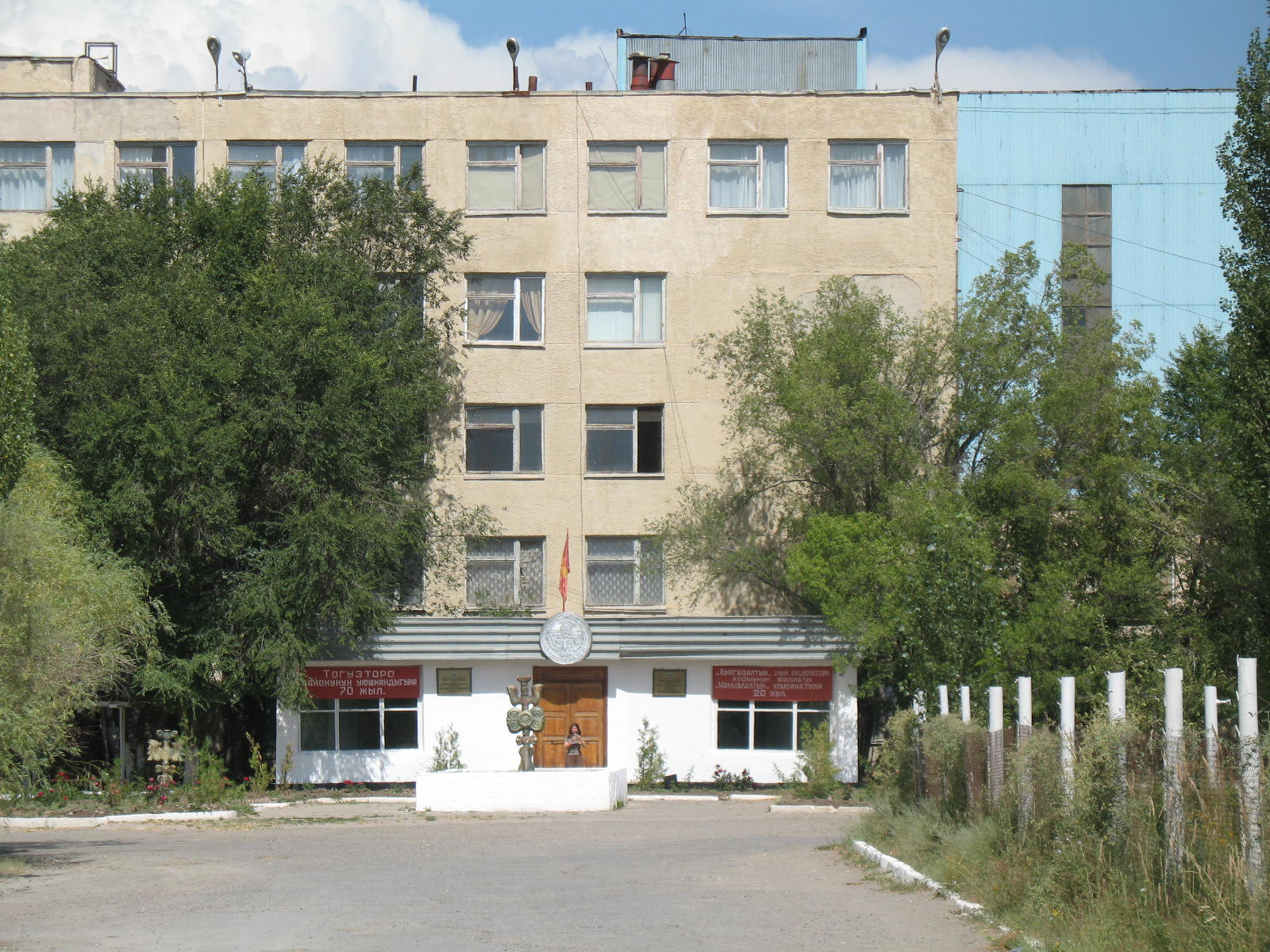
Kyrgyzaltyns Filiale an der Makmal-Goldmine in Kirgisistan

Kyrgyzaltyn (kirgisisch Кыргызалтын) ist ein kirgisisches Unternehmen, das hauptsächlich im Bereich der Goldförderung tätig ist. Das Unternehmen ist das größte inländische Unternehmen des Landes und als Aktiengesellschaft organisiert, wobei alle Aktien dem kirgisischen Staat gehören. Vorstandsvorsitzender des Unternehmens ist Almaz Alimbekov.

## Geschichte
Am 15. Oktober 1992 wurde das Unternehmen als staatliches Konsortium Kyrgyzaltyn als Zusammenschluss verschiedener kleinerer Bergbauunternehmen gegründet, um bestehende Aktivitäten im Bereich der Goldförderung zu betreiben und neue Vorkommen zu erschließen. Am 23. Juli 1999 wurde Kyrgyzaltyn auf ein Dekret des Präsidenten hin in eine Aktiengesellschaft umgewandelt, um für mehr Transparenz und eine effizientere Managementstruktur zu sorgen.

### Ermittlungen wegen Korruption
2003 wurde ein Vertrag mit dem Unternehmen Cameco, dem damaligen Mutterunternehmen von Centerra Gold, einem kanadischen Bergbauunternehmen, über die Nutzung der Kumtor-Goldmine geschlossen, dass Cameco zwei Drittel der Anteile an Kumtor im Tausch gegen ein Drittel der Anteile an Centerra zusicherte. 2009 wurde ein ähnlicher Vertrag zwischen den beiden Unternehmen geschlossen, der die Anteile an der Kumtor-Mine für Cameco und Kyrgyzaltyns Anteile an Centerra bestätigte. 2013 klagten kirgisische Staatsanwälte zehn Regierungsbeamte wegen Korruption bezüglich des Vertrags von 2003 an, 2016 forderte Präsident Almasbek Atambajew weitere Untersuchungen hinsichtlich der geschlossenen Verträge. Von kanadischer Seite wurden alle Vorwürfe zurückgewiesen.

## Bedeutung
Das kirgisische Wort altyn (kirgisisch алтын) bedeutet „Gold“. Kyrgyzaltyn ist das größte Unternehmen des Landes und wickelt 97 % der Goldförderung Kirgisistans ab. Das Gold spielt eine immense Rolle in der kirgisischen Wirtschaft, es macht 10 % des Bruttoinlandsprodukts und 60 % der Exporte des Landes aus.

## Ziele
Das Unternehmen hat sich fünf strategische Ziele gesetzt:
- Steigerung der Goldförderung und der Profitabilität
- Expansion und Versorgung von Unternehmen mit wichtigen Ressourcen
- Steigerung der Effizienz in der Goldförderung
- Investition in Modernisierung und Technologie
- Metallgewinnung aus Produktionsabfällen[3]

## Aktivitäten
Im Zentrum der Aktivität des Unternehmens steht weiterhin die Goldförderung. Zusätzlich betreibt Kyrgyzaltyn medizinische Einrichtungen, Hotels und Schmuckläden. Kygyzaltyn ist zudem Anteilseigner am kanadischen Goldbergbauunternehmen Centerra Gold, dass über die Goldmine Kumtor auch in Kirgisistan engagiert ist, mit 26,6 % der Aktien und am Unternehmen Altynken Ltd mit 40 %. Im Juli 2017 wurde bekannt, dass die Beteiligung von Kyrgyzaltyn an Centerra Gold auf Grund einer größeren Aktienemission des kanadischen Unternehmens zur Finanzierung der Übernahme von Thompson Creek Metals Inc. im Jahr 2016 von gut 32 % auf den heutigen Stand von 26,6 % zurückging.

## Firmenpolitik
Kyrgyaltyn hat sich eine strenge Firmenpolitik gesetzt, die vor allem der Zusammenarbeit mit militanten und illegalen nicht-staatlichen Gruppen, der Geldwäsche, der Korruption und der Finanzierung von terroristischen Gruppen entgegenwirken soll. Es finden regelmäßige Trainings für die Mitarbeiter statt, bei denen diese Politik vermittelt wird.